# Fabrizio Lupo
Fabrizio Lupo est un roman de l'écrivain italien Carlo Coccioli, d'abord publié à Paris en 1952 (qui ne fut publié par l'auteur en italien qu'en 1978). Il raconte l'histoire de la découverte de son homosexualité par le protagoniste du roman.
Ce titre est mentionné dans le roman Pour que tu ne te perdes pas dans le quartier de Patrick Modiano: Toi aussi, quand tu seras grand, tu liras Fabrizio Lupo .